# IC 2482
IC 2482 — галактика типу E (еліптична галактика) у сузір'ї Гідра.
Цей об'єкт міститься в оригінальній редакції індексного каталогу.